# Bugatti Type 51
Pour les articles homonymes, voir Bugatti (homonymie) et 51.
 (avril 2023).
Si vous disposez d'ouvrages ou d'articles de référence ou si vous connaissez des sites web de qualité traitant du thème abordé ici, merci de compléter l'article en donnant les références utiles à sa vérifiabilité et en les liant à la section « Notes et références ».
La Bugatti Type 51 est une voiture de sport de Grand Prix automobile du constructeur automobile Bugatti, conçue par Ettore Bugatti et Jean Bugatti (père & fils) à 40 exemplaires entre 1931 et 1934. Variante des Bugatti Type 50 routières, elle succède aux Type 35, et remporte de nombreuses compétitions avec ses variantes Type 53, 54, 59, et 57G.

## Historique
Après avoir régné sur le monde des courses automobiles des années 1920 avec ses Bugatti Type 35 (et variantes 37 et 39) à moteurs monobloc (en) 8 cylindres en ligne 24 soupapes à arbre à cames en tête (ACT), Ettore Bugatti améliore son moteur emblématique avec son fils Jean Bugatti, avec un double arbre à cames en tête (DACT) à 16 soupapes, suralimenté par un compresseur Roots et deux carburateurs Zénith,,.

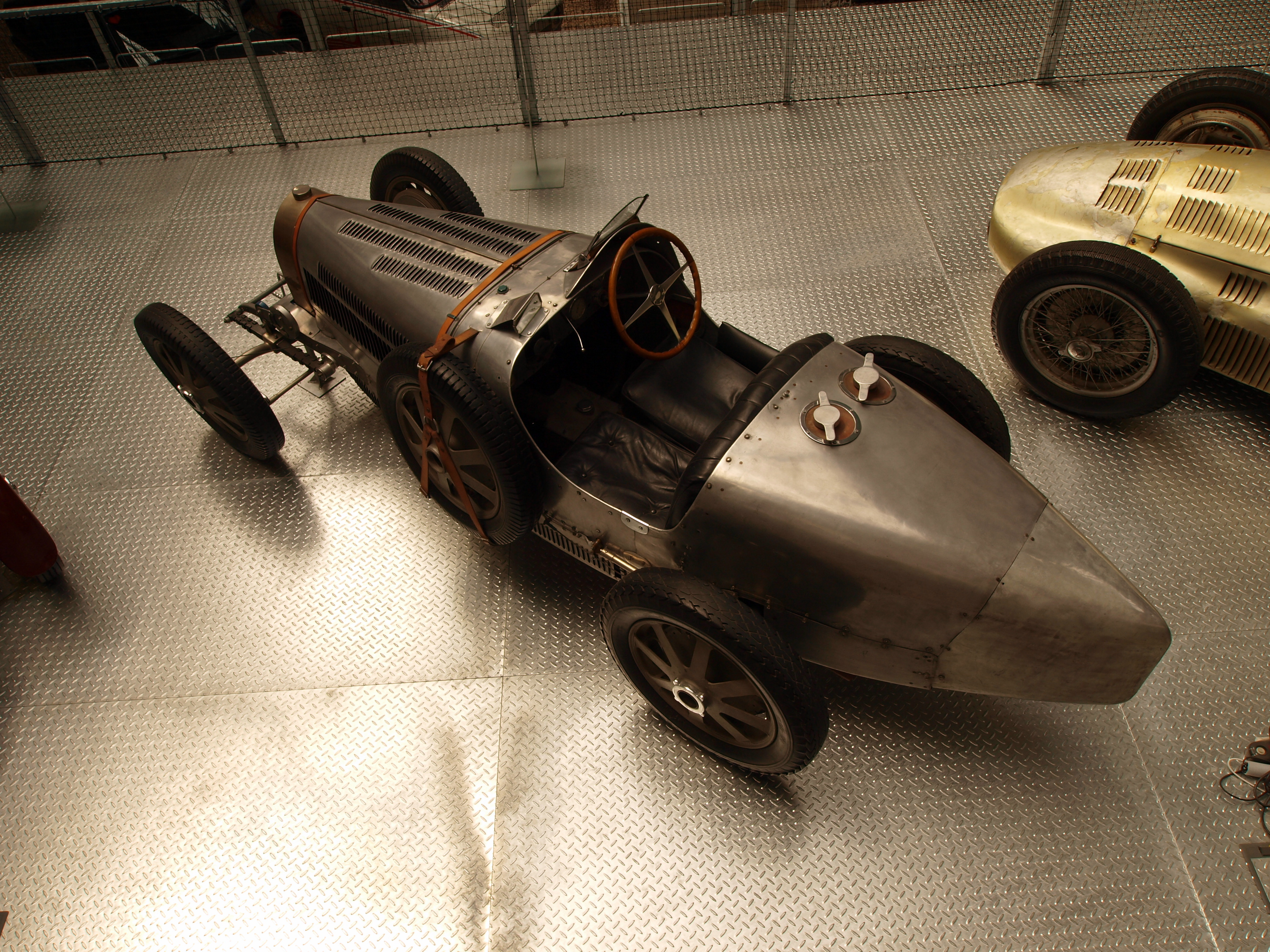
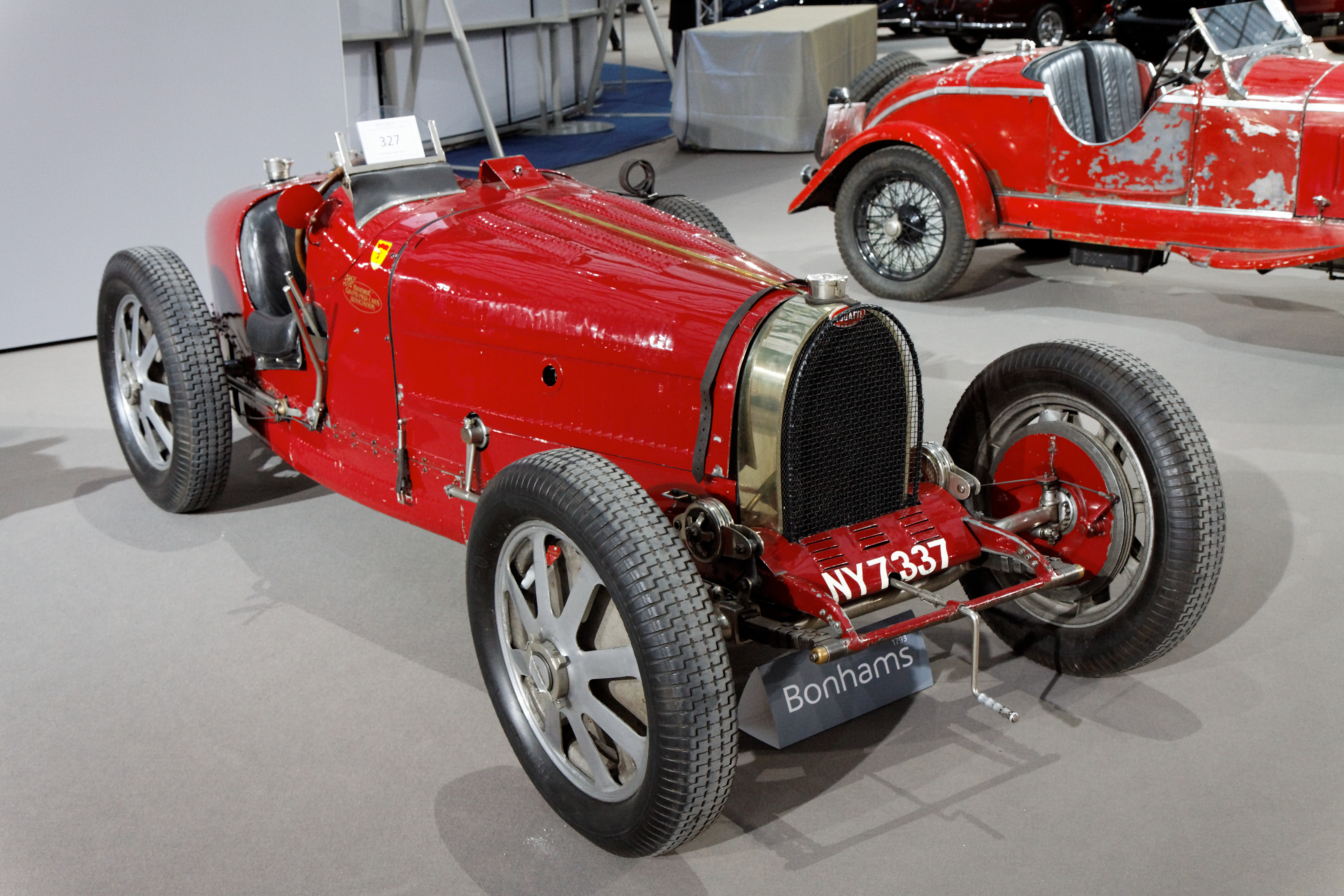
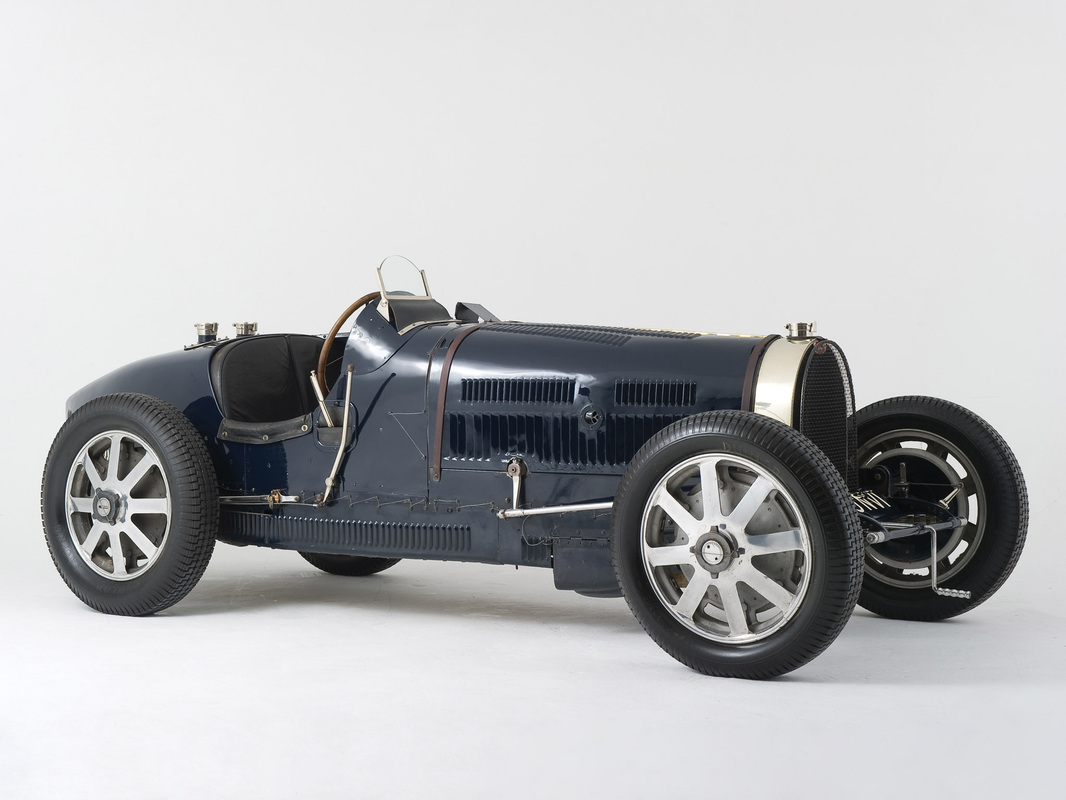

### Motorisation
Ce nouveau moteur emblématique et ultime de la marque historique (attribué à Jean Bugatti) motorise cette Type 51 avec trois variantes de cylindrées adaptées aux réglementations de Grand Prix automobile de l'époque : 1,5 à 2,3 litres, pour 130 à 180 ch, pour des vitesses de plus de 230 km/h.
- 1931-1935 : Type 51  - 2 262 cm³ de 180 ch, pour 230 km/h
- 1932-1935 : Type 51C - 1 991 cm³ de 160 ch, pour 210 km/h
- 1932-1935 : Type 51A - 1 493 cm³ de 130 ch.

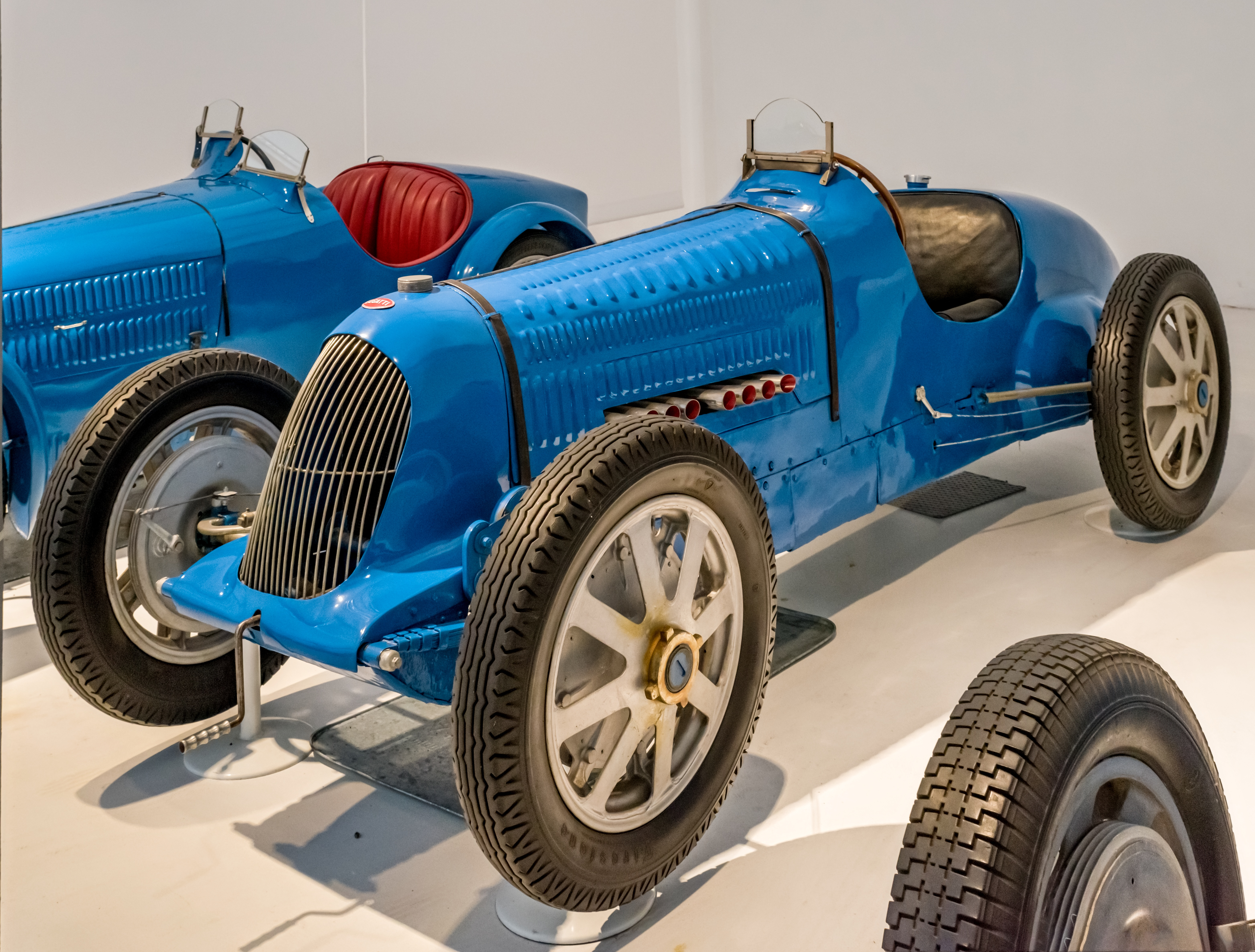
Type 51 A GP (1932)
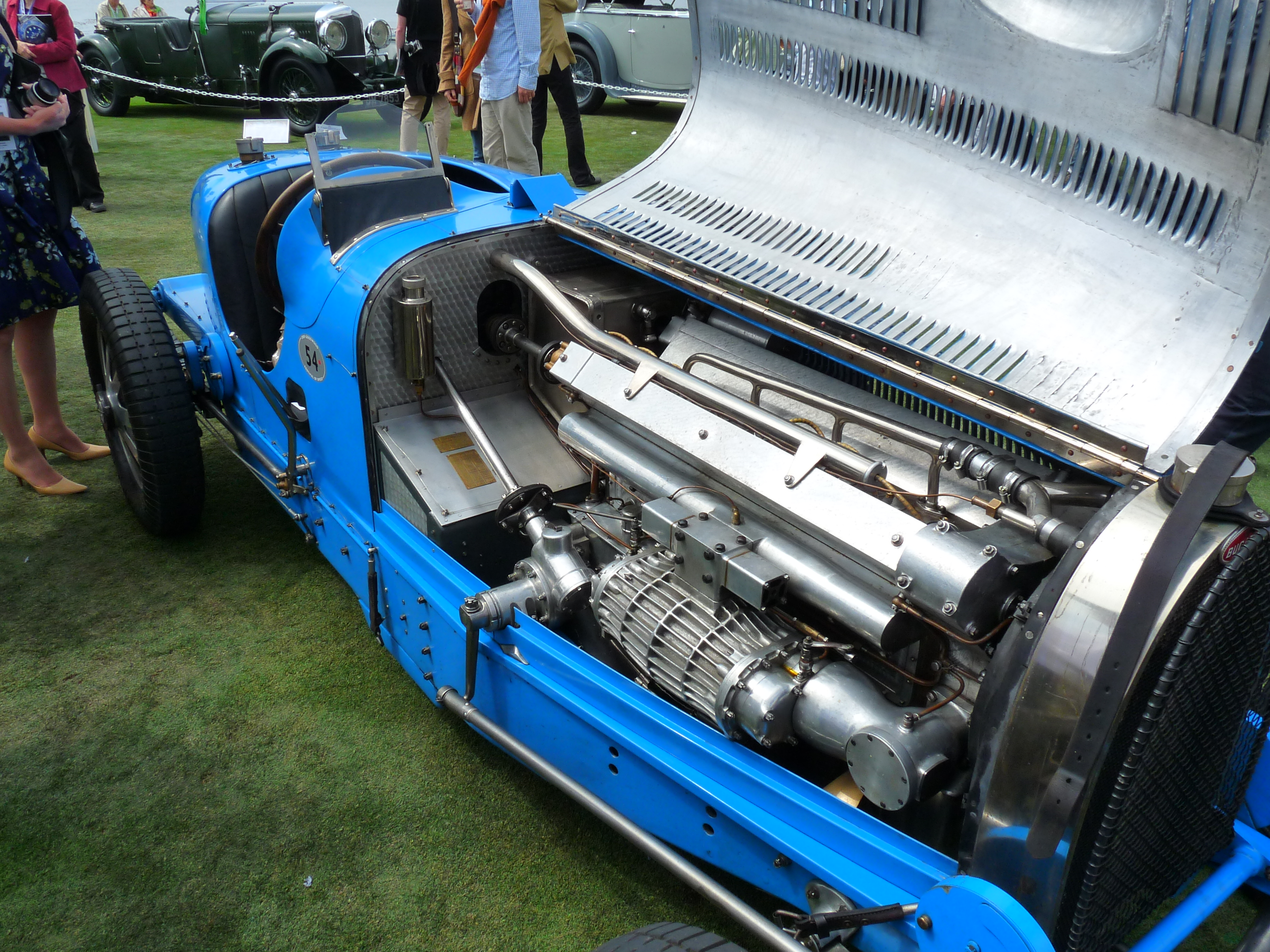
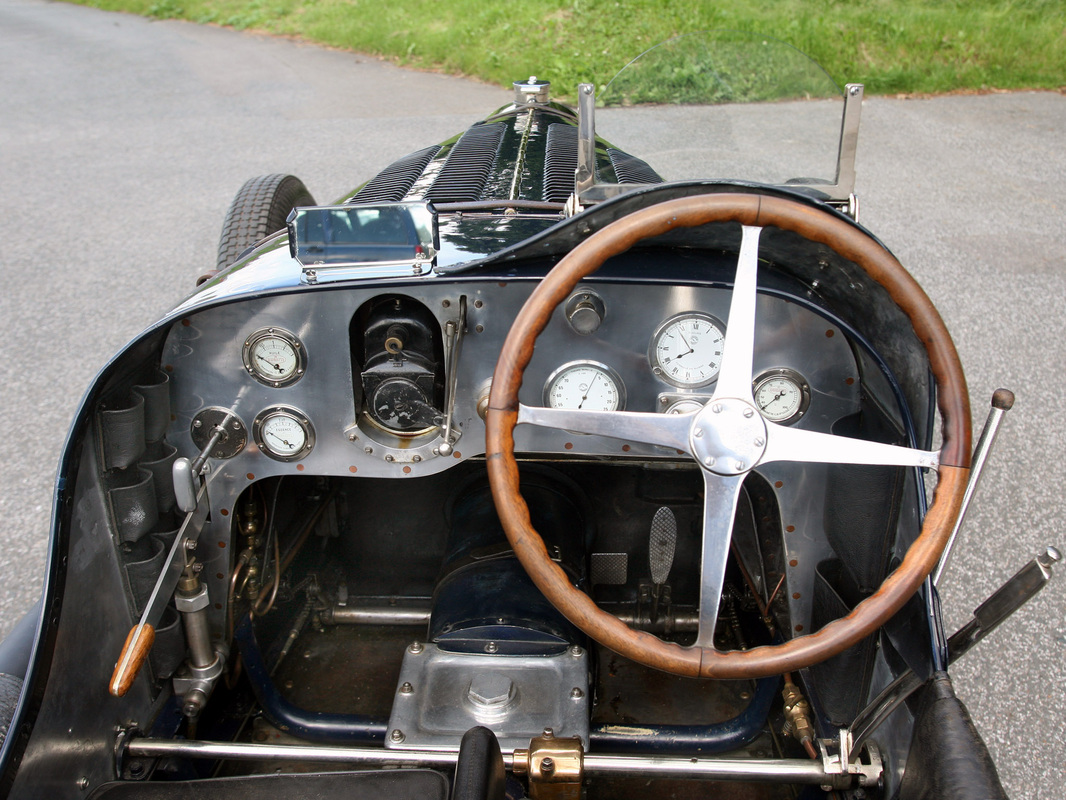

- 1931-1932 : Type 53, moteur 4,9 litres de 300 ch, quatre roue motrices de course de côte.
- 1932-1934 : Type 54, moteur 4,9 litres de 300 ch, propulsion.
- 1933-1936 : Type 59, moteur 3,2 litres de 250 ch.
- 1937-1939 : Type 57G Tank, moteur de 3,3 à 5 litres de plus de 200 ch.

### Carrosserie torpédo
La Bugatti Type 51 de Grand Prix automobile reprend le châssis-carrosserie torpédo monoplace ou biplace modifié des Bugatti Type 35 précédentes. 

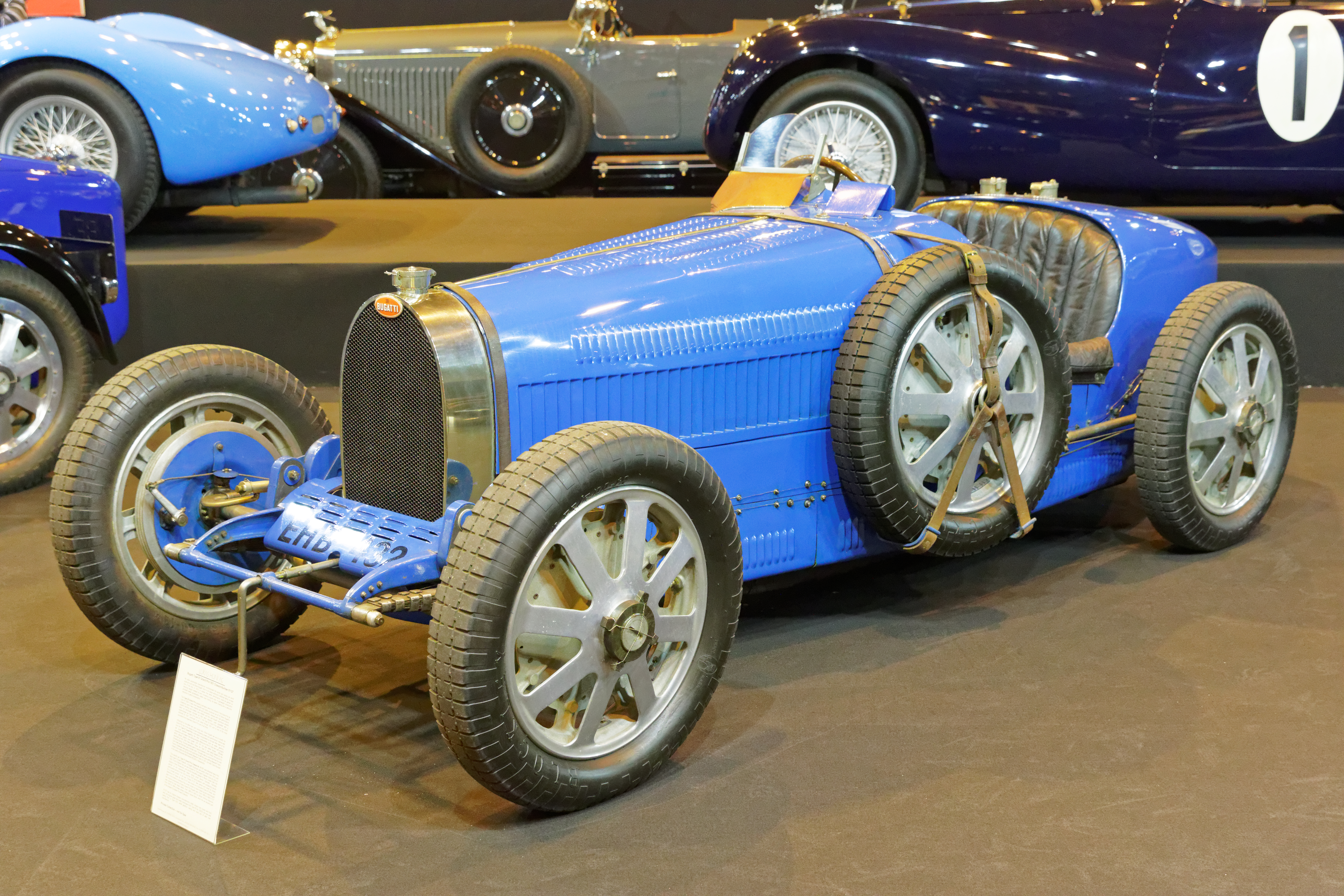
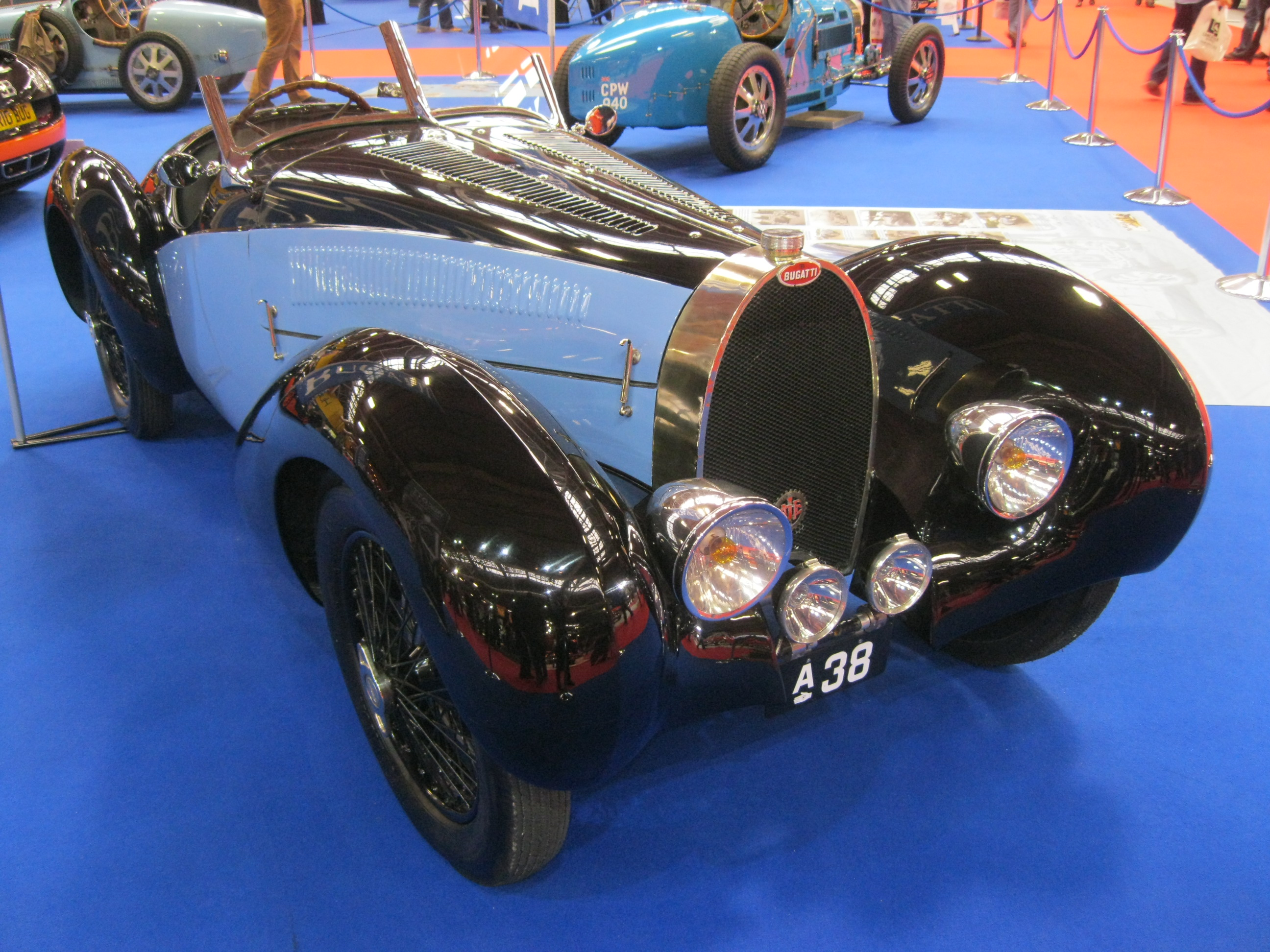
Type 51A
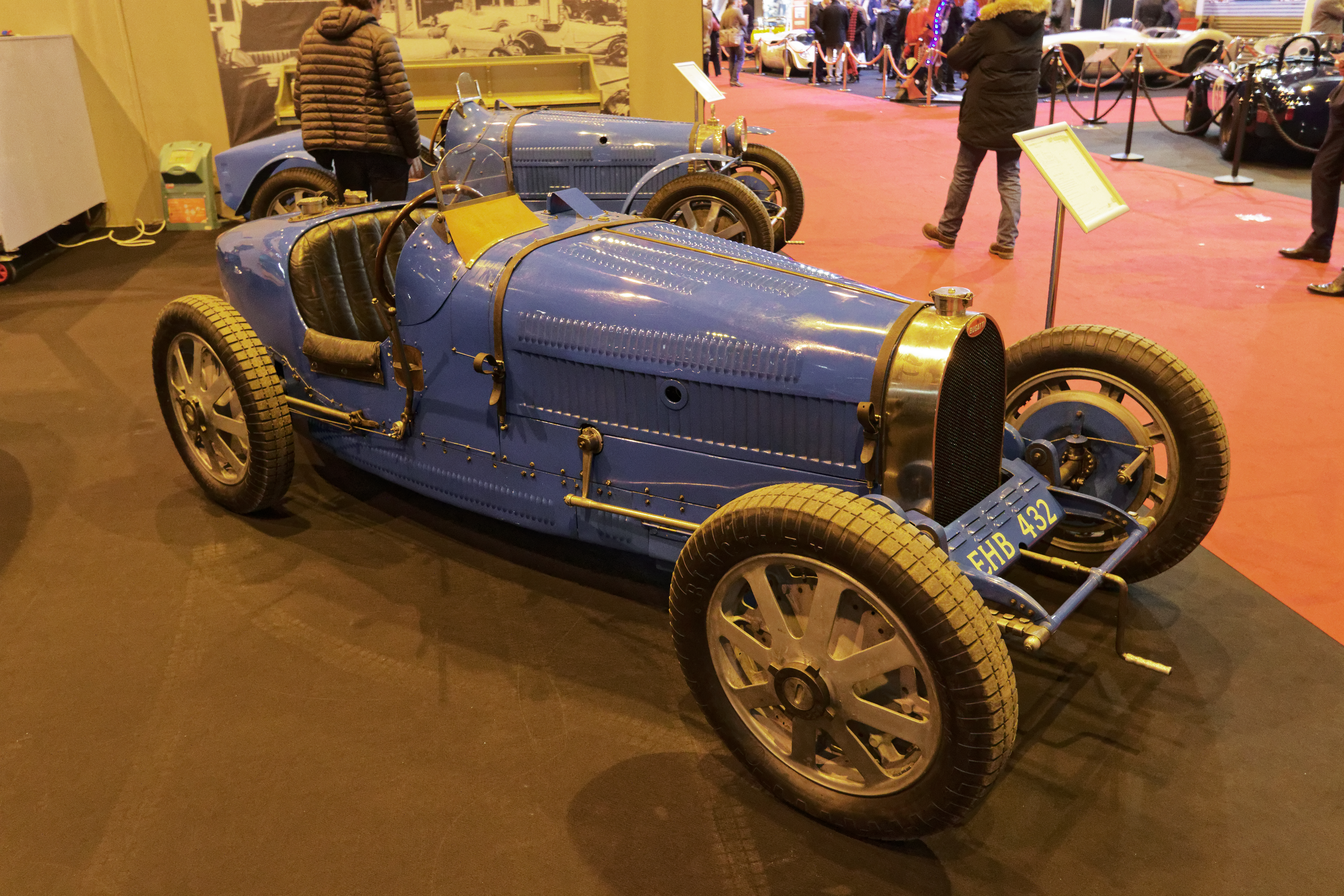
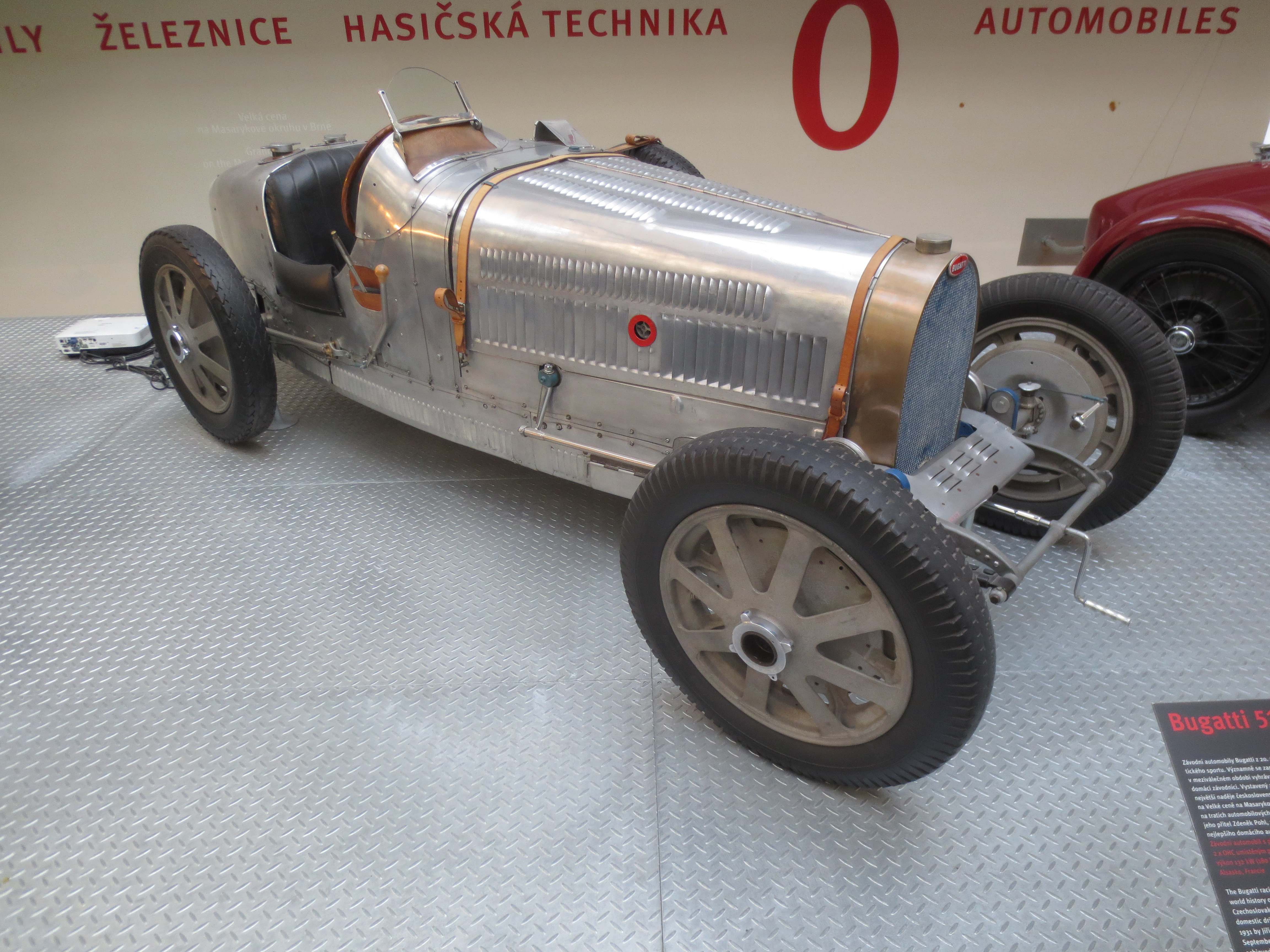

## Bugatti Type 51 Dubos
L'homme d'affaires parisien André Bith achète la Bugatti Type 51 n°51133 de 1931, victorieuse du Grand Prix automobile de France 1931 avec le pilote Bugatti Louis Chiron. Il fait modifier sa carrosserie en 1937 en Bugatti Type 51 Dubos, modèle unique, par le carrossier parisien Louis Dubos, très inspirée de celle de la Bugatti Aérolithe, modèle unique de 1935. 

Bugatti Type 51 Dubos (1937)
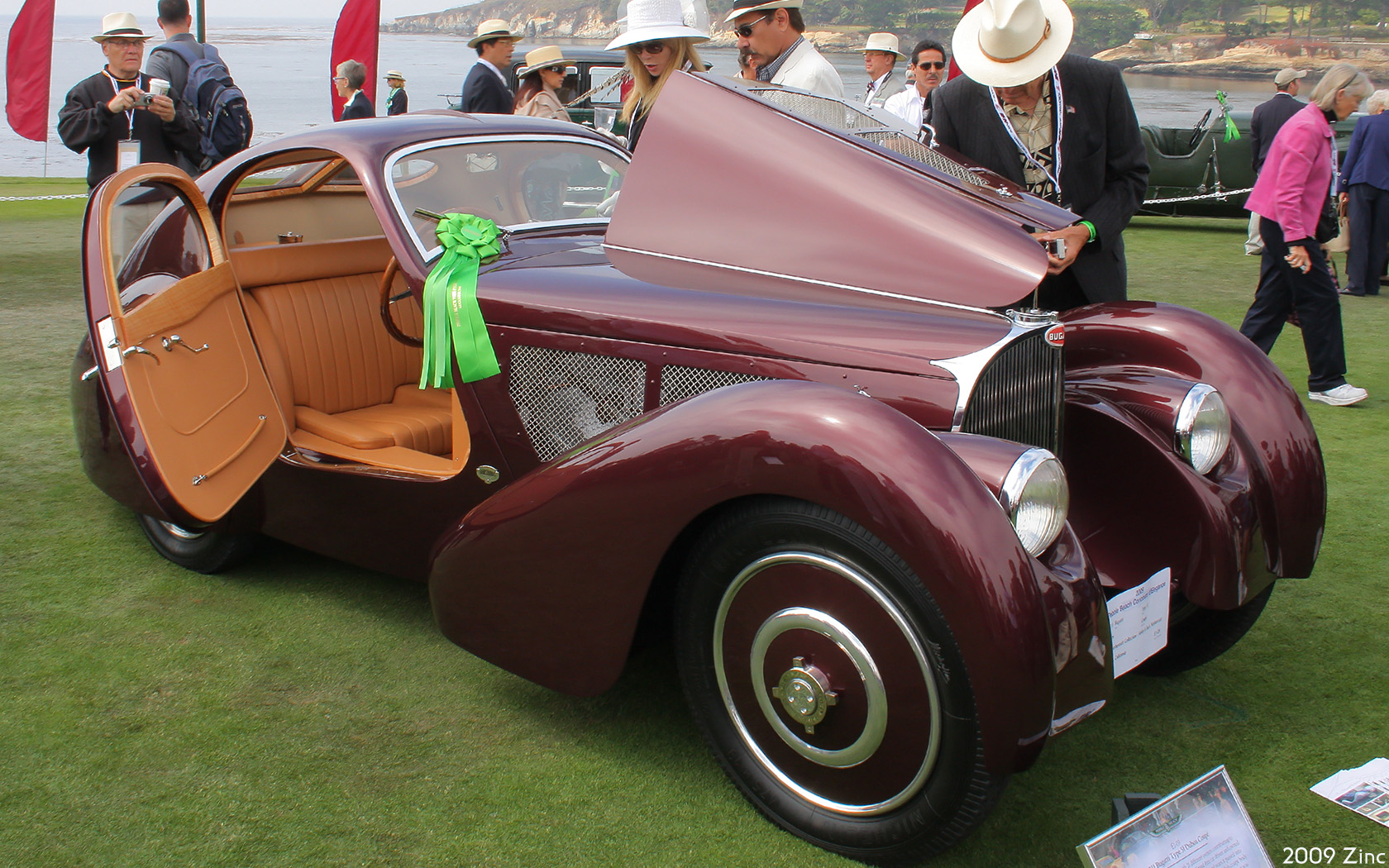
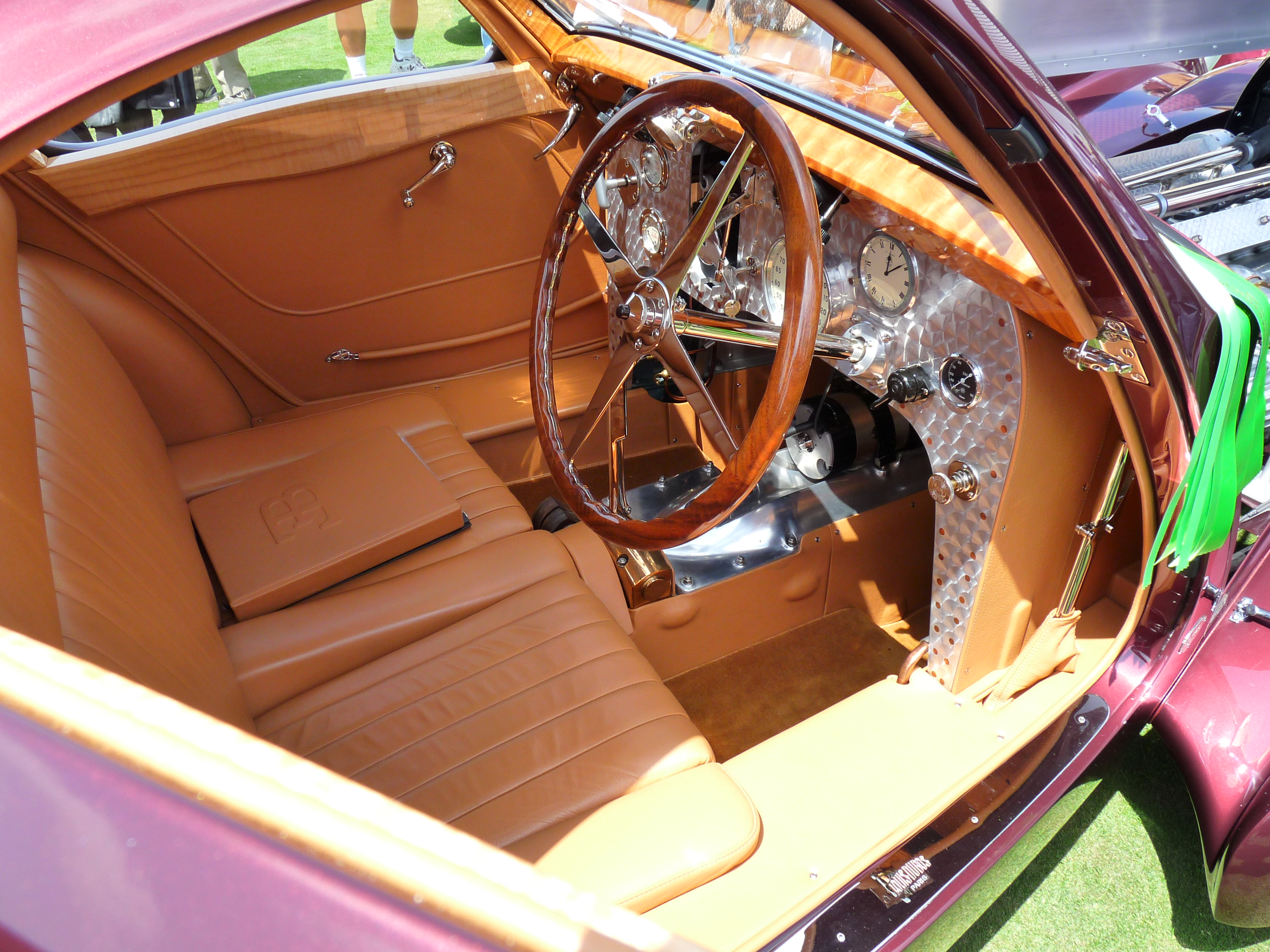
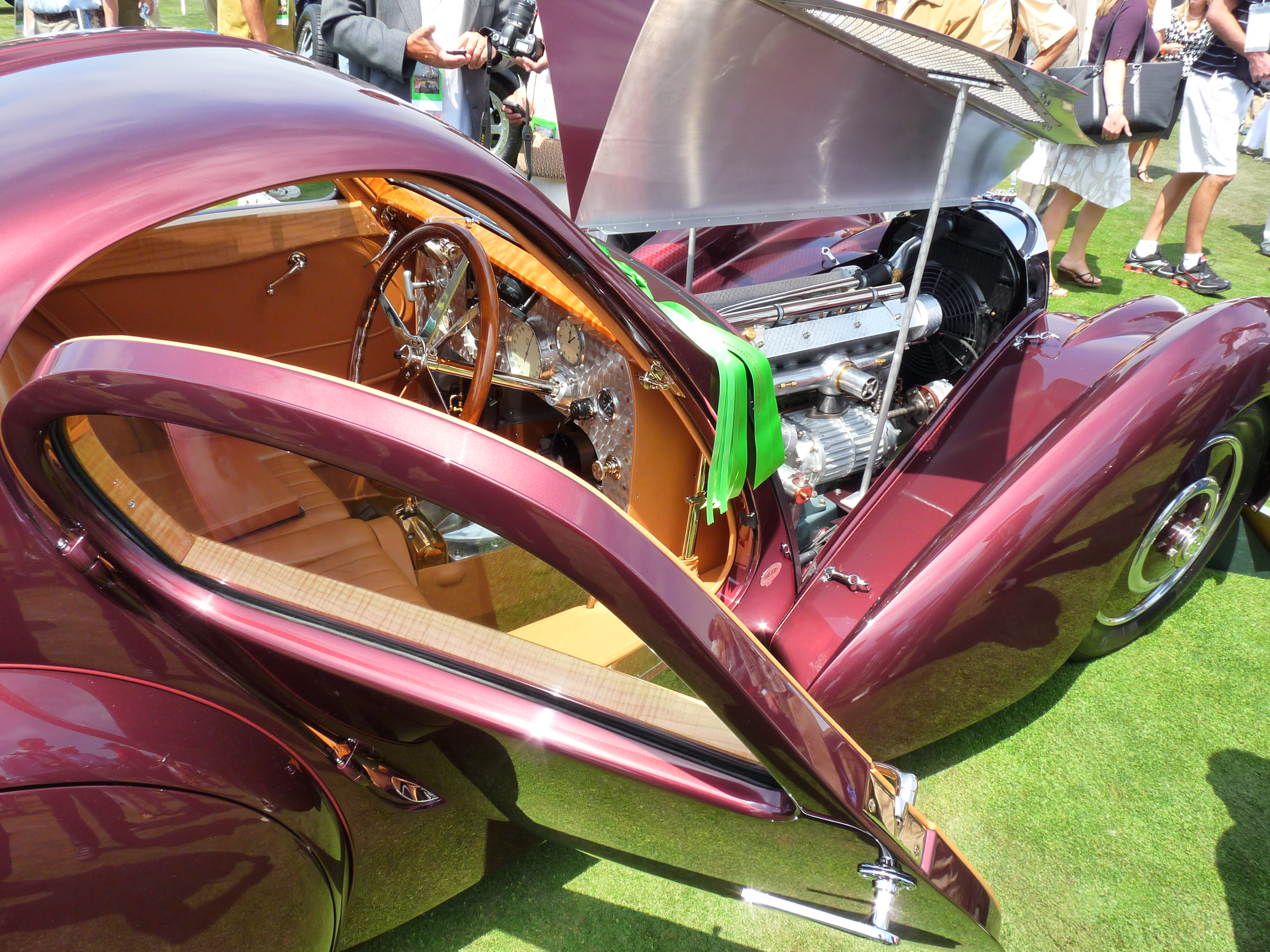
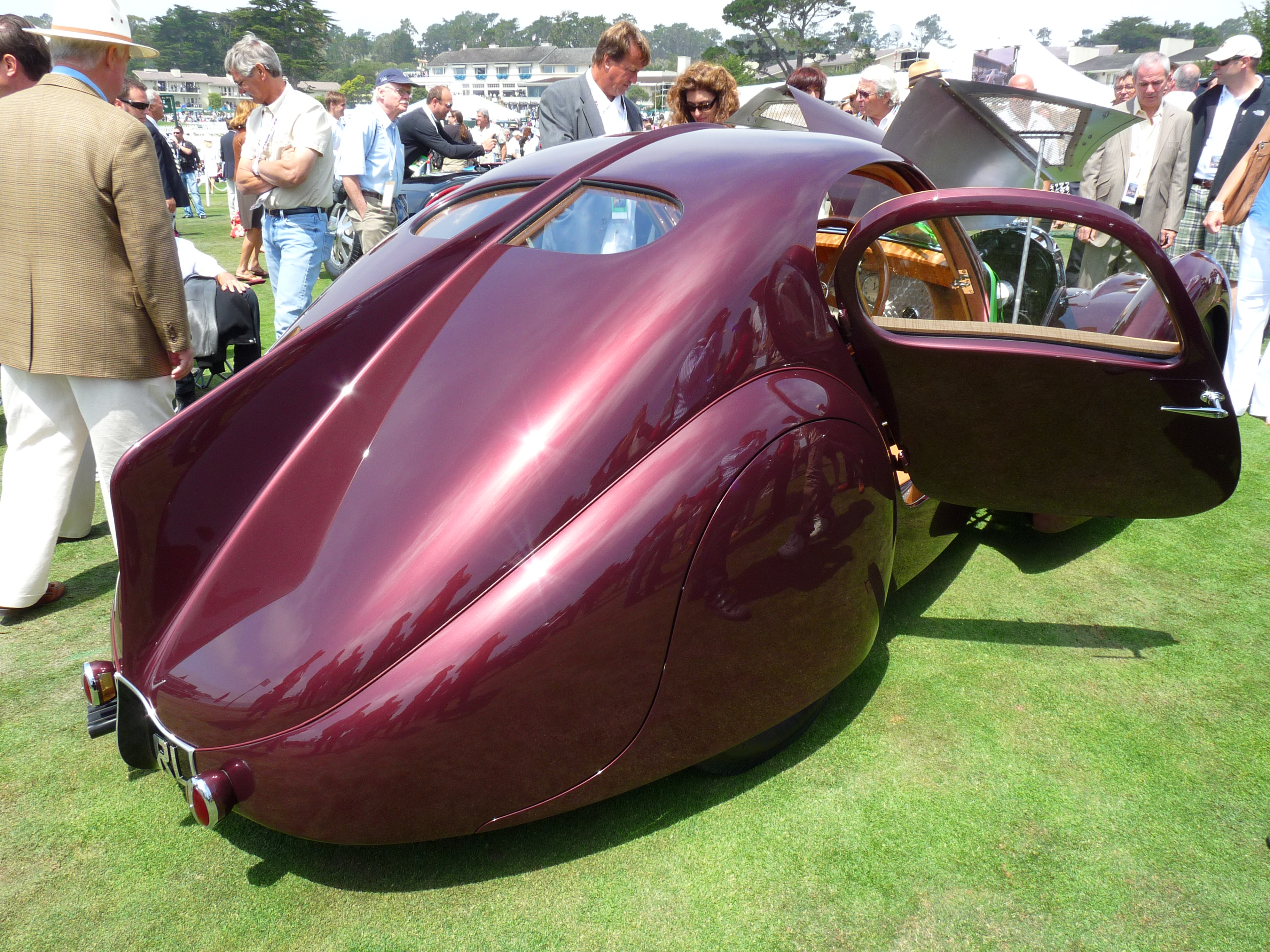

Elle appartient à ce jour à la Nethercutt Collection (en) de Los Angeles en Californie.

## Palmarès partiel et pilotes célèbres
Pilotée entre autres par Louis Chiron, Achille Varzi, Stanisław Czaykowski, Marcel Lehoux, René Dreyfus, Jean-Pierre Wimille, Albert Divo, Louis Trintignant, et Maurice Trintignant, cette Bugatti Type 51 s'impose dès son premier Grand Prix automobile avec une victoire de Louis Chiron au Grand Prix automobile de Monaco 1931, avec une 3e place d'Achille Varzi et 4e de Guy Bouriat, avant de s'imposer à nouveau au Grand Prix automobile de France 1931 avec Louis Chiron...
- 1931 : victorieuse des Grand Prix automobile de Monaco 1931 et Grand Prix automobile de France 1931, et 2e du Grand Prix automobile d'Allemagne 1931, avec Louis Chiron. Victorieuse du Grand Prix automobile de Belgique 1931, Grand Prix automobile de Tunisie 1931, et Grand Prix automobile d'Alexandrie 1931, et 3e de la Targa Florio 1931.
- 1932 : victorieuse du Grand Prix automobile de Tchécoslovaquie 1932, et 3e de la Targa Florio 1932 avec Louis Chiron, 2e du Grand Prix automobile de Nice 1932, et 3e des Grand Prix automobile de Marseille 1932  et Grand Prix automobile de Pescara 1932.
- 1933 : victorieuse du Grand Prix automobile de Monaco 1933, Grand Prix automobile de Tripoli 1933, et Grand Prix automobile de Monza 1933 (Type 54), et 2e du Grand Prix automobile de Belgique 1933, avec Achille Varzi. 2e du Grand Prix automobile de Nice 1933 et 3e du Grand Prix automobile d'Espagne 1933.
- 1934 : 2 et 4 e du Grand Prix automobile des Frontières 1934.
- 1935 : victoire du Grand Prix automobile des Frontières 1935, et 2e du Grand Prix automobile de Pau 1935.
- 1936 : Victoire des Grand Prix automobile de France 1936 (Type 57 G Tank) de Jean-Pierre Wimille.
- 1937 et 1939 : victoire des 24 Heures du Mans 1937 et 24 Heures du Mans 1939 (Type 57 G Tank) de Jean-Pierre Wimille.
- 1938 et 1939 : victoire du Grand Prix automobile des Frontières, de Maurice Trintignant.

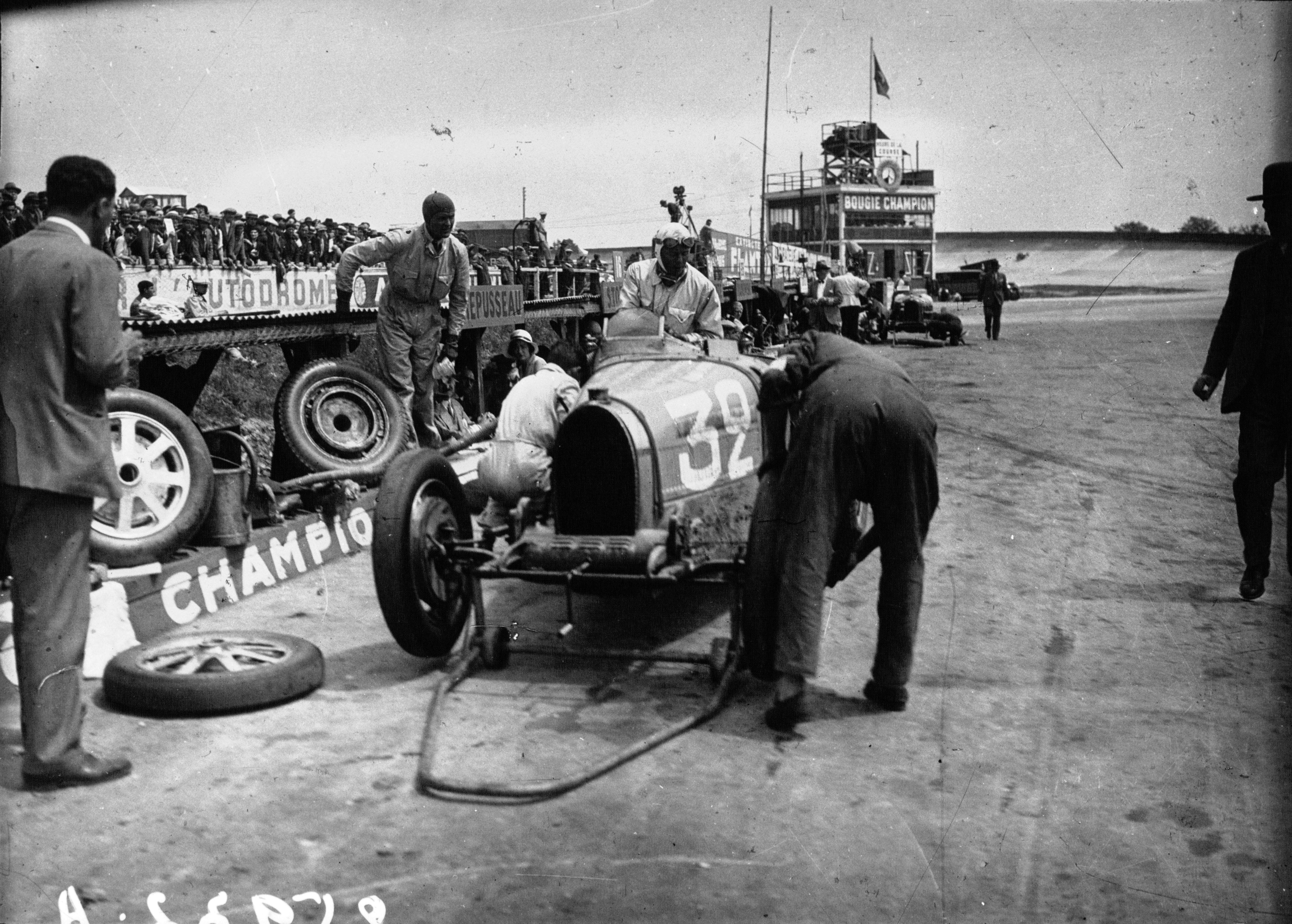
Chiron et Varzi au Grand Prix automobile de France 1931
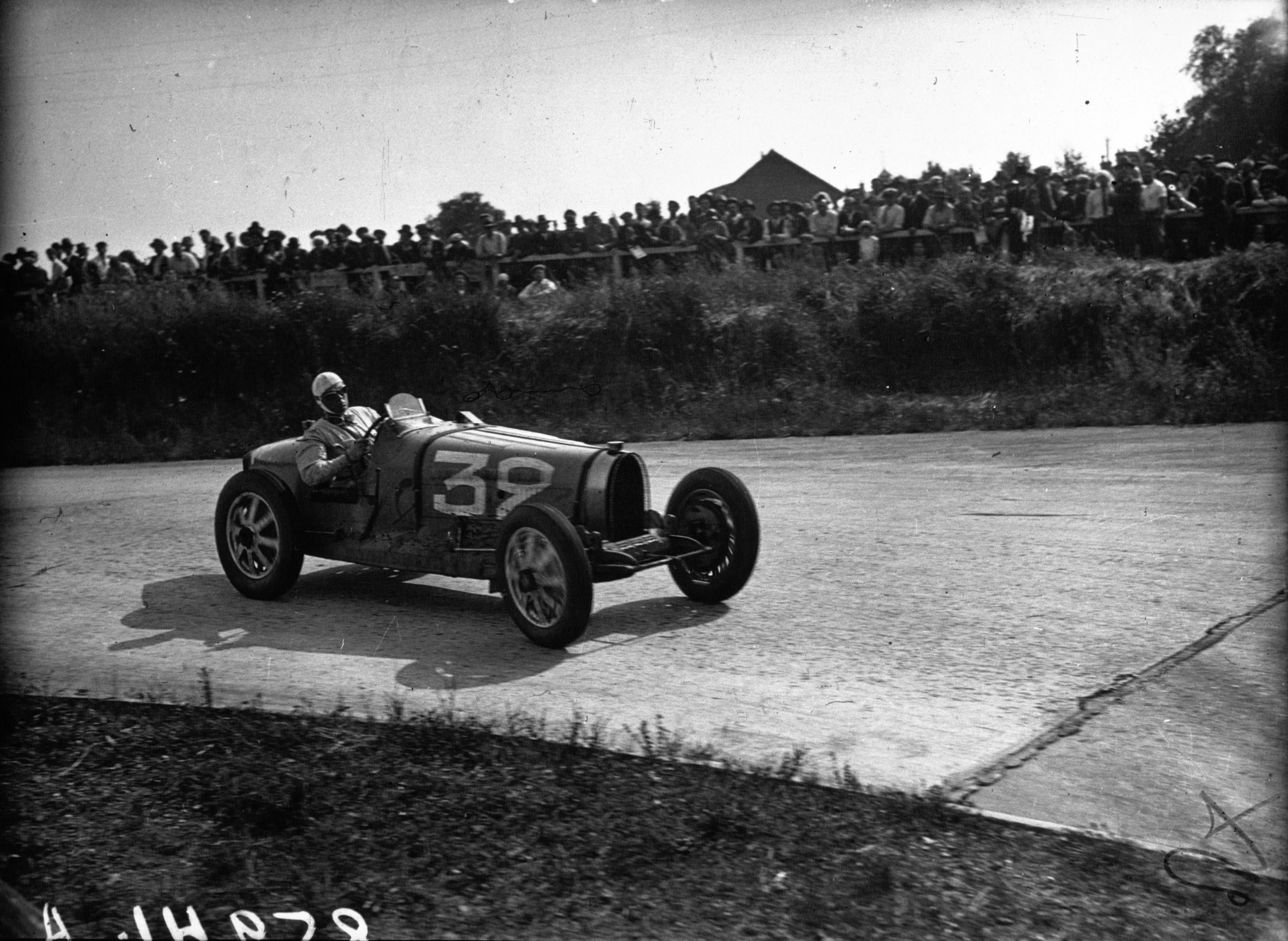
Achille Varzi au Grand Prix automobile de France 1931
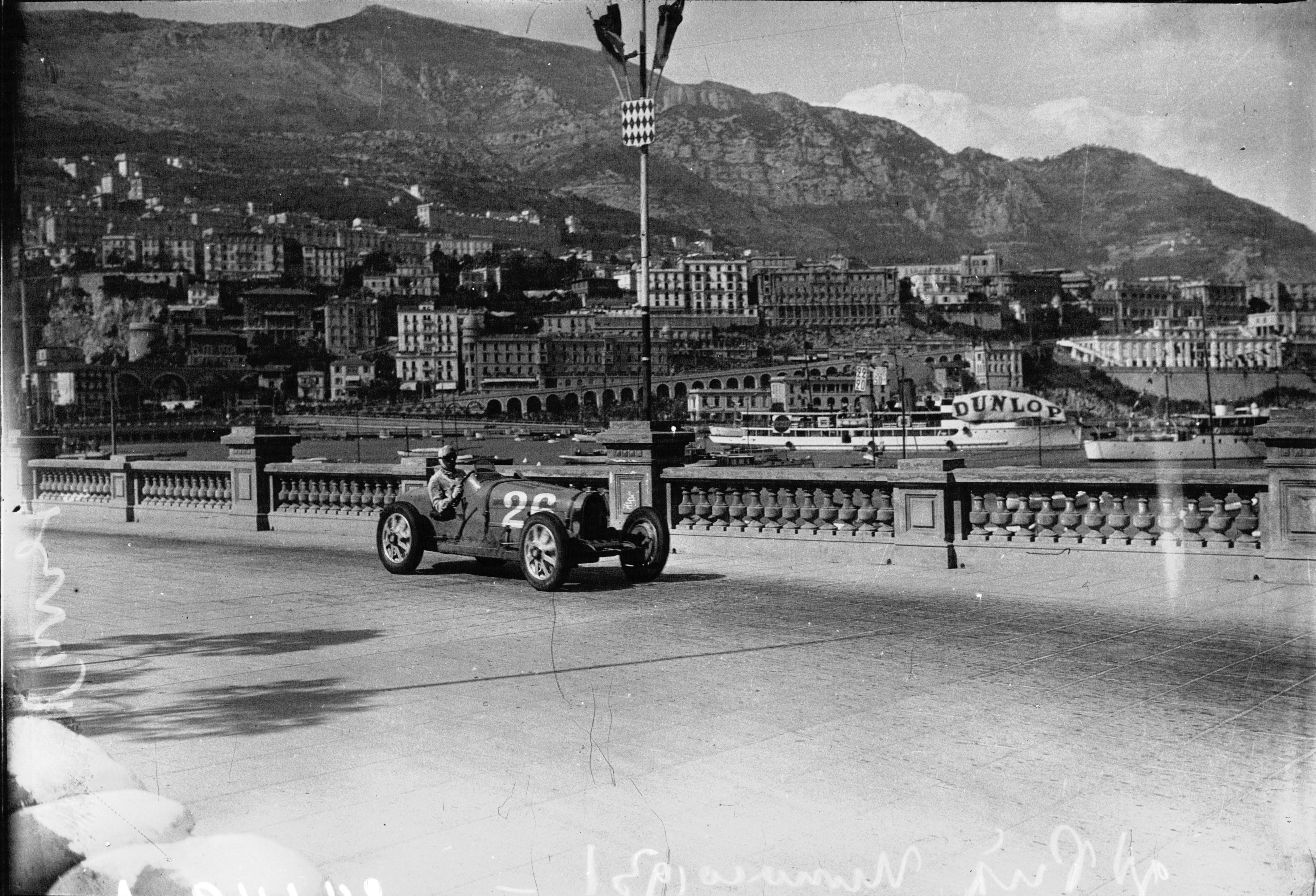
Achille Varzi au Grand Prix automobile de Monaco 1931
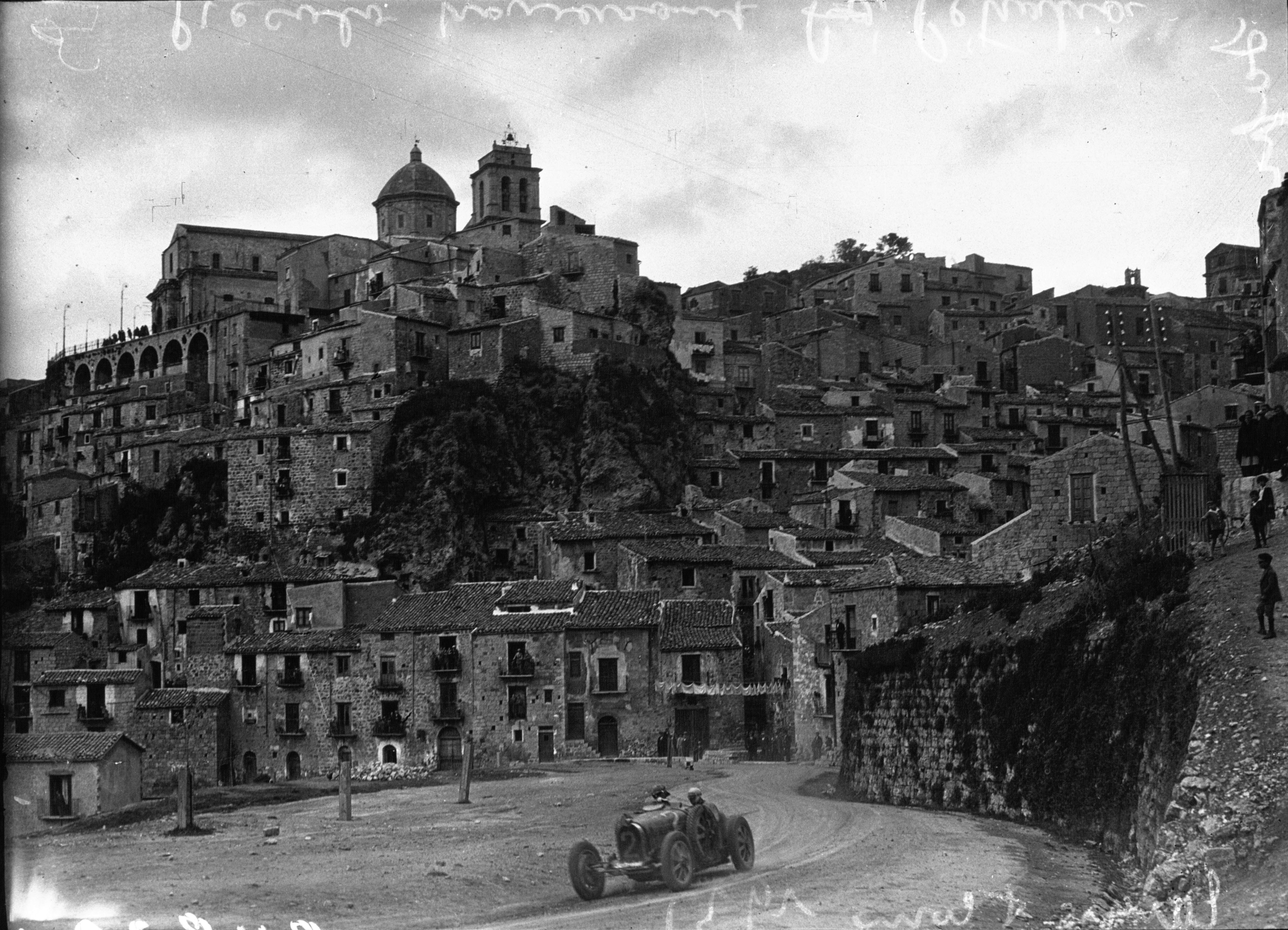
Targa Florio 1931

- Louis Trintignant et Guy Bouriat se tuent en mai 1933 au cours du Grand Prix de Picardie à Péronne. Trintignant, la veille lors des essais.
- Maurice Trintignant (frère du précédent) commence sa carrière de pilote le 10 avril 1938 à l'âge de 21 ans, en terminant cinquième du Grand Prix de Pau sur ce modèle.
- Jean Bugatti se tue en 1939 durant une séance d'essais au volant de sa Bugatti Type 57G Tank victorieuse des 24 Heures du Mans 1939.